# Brachysomida atra
Brachysomida atra är en skalbaggsart som först beskrevs av Leconte 1850.  Brachysomida atra ingår i släktet Brachysomida och familjen långhorningar. Inga underarter finns listade.